# Dr. Saúde
Dr. Saúde foi um talk-show diário sobre saúde e bem-estar destinado à família, apresentado por Pedro Lopes, médico de clínica geral.[1]                                                               Dr. Saúde substituiu o programa Juntos à Tarde no horário das 18h00 até às 19h00 e estreou a 26 de fevereiro de 2018 e acabou por terminar a 3 de outubro de 2018 devido à falta de audiências.[2]

## Formato
Este programa irá partir de situações quotidianas que interessam a pais, filhos e avós, para abordar temáticas diversas ligadas à saúde e bem-estar, sempre numa ótica otimista, positiva e pedagógica, tendo como objetivo final a promoção da saúde e de estilos de vida saudáveis.
Através do entretenimento, de uma forma lúdica e divertida, Doutor Saúde irá contribuir para aumentar a literacia em saúde, melhorar comportamentos e envolver a família em torno destas questões.
Com recurso a entrevistas, reportagens, jogos, demonstrações e experiências, este programa irá ainda viver da interatividade com os convidados especiais (médicos de várias especialidades, figuras públicas, etc.), com o público em estúdio e com os espetadores em casa (via Skype, telefone ou e-mail), procurando dar resposta às dúvidas e necessidades reais da audiência.
Doutor Saúde irá explicar, responder e apresentar soluções para problemas diversos do dia-a-dia, de forma simples e descontraída, através de uma linguagem acessível aos diversos públicos.